# منفجرش کن
منفجرش کن (به انگلیسی: Set It Off) یک فیلم سینمایی آمریکایی اکشن و جنایی به کارگردانی اف. گری گری محصول سال ۱۹۹۶ است.

## جوایز و نامزدی‌ها
جشنواره امریکن بلک فیلم
- بهترین کارگردان: فری گری گری (برنده)

جوایز ایندیپندنت اسپیریت ۱۹۹۶
- بهترین بازیگر نقش مکمل زن: کویین لطیفه (نامزد)

جوایز ایمیج ۱۹۹۷
- بازیگر نقش اول زن: کویین لطیفه و جادا پینکت اسمیت (نامزد)
- بازیگر نقش مکمل مرد: بلیر آندروود (نامزد)